# Наук није баук
"Наук није баук" је фестивал науке који се од 2008. године сваке године крајем марта организује у Нишу. Фестивал науке је покренут на идеју директорке Олге Драгојевић и професорки хемије Дишице Миљковић и Маје Ђорђевић. Прве године фестивал је организован у згради Гимнације "Светозар Марковић" и трајао је један дан. 